# KNAB
La Base de Datos de Topónimos del Instituto de la Lengua Estonia (en estonio Eesti Keele Instituudi kohanimeandmebaas, KNAB) es una base de datos de nombres de lugares en lengua estonia. La base de datos pertenece al Instituto de la Lengua Estonia (Eesti Keele Instituut, EKI) y contiene tanto topónimos estonios como extranjeros.